# Armoiries des Îles Cocos
Les Armoiries des Îles Cocos se blasonnent : écartelé d'azur et d'argent, au premier et au quatrième à un poisson d'argent (la tête en haut et la tête en bas respectivement) posé en barre, au deuxième et au troisième à un oiseau au naturel, à un Z de sable brochant sur le tout en abîme.